# 愛媛県道26号八幡浜三瓶線
愛媛県道26号八幡浜三瓶線（えひめけんどう26ごう やわたはまみかめせん）は、愛媛県八幡浜市から西予市に至る県道（主要地方道）である。

## 概要
愛媛県八幡浜市五反田と西予市三瓶町朝立を結ぶ。

### 路線データ
- 起点：八幡浜市五反田（愛媛県道25号八幡浜宇和線交点）
- 終点：西予市三瓶町朝立（愛媛県道30号宇和三瓶線交点）

## 歴史
- 1993年（平成5年）5月11日 - 建設省から、県道八幡浜三瓶線が八幡浜三瓶線として主要地方道に指定される[1]。

## 地理

### 通過する自治体
- 八幡浜市
- 西予市

### 交差する道路
- 愛媛県道25号八幡浜宇和線（起点）
- 愛媛県道252号双岩停車場和泉線（八幡浜市横平）
- 愛媛県道30号宇和三瓶線（終点）

### 沿線にある施設など
- 布喜川ダム
- 西予市立三瓶小学校